# Velvet Music
Velvet Music — российский лейбл звукозаписи и продюсерский центр, основанный продюсерами Алёной Михайловой и Лианой Меладзе 15 апреля 2004 года. Дистрибьюторами продукции лейбла в разное время становились компании «Мистерия звука», «Союз», Gala Records, CD Land и другие.

## История
Алёна Михайлова с середины 1990-х работала на «Студии „Союз“», создавая отдел A&R. В 1999 году возглавила успешный лейбл звукозаписи REAL Records, выпускавший альбомы Земфиры, «Мумий Тролля», «Сплина» и других артистов русского рока. Лиана Меладзе работала финансовым директором лейбла.
В 2003 году компания была продана «Первому каналу» и обе сотрудницы уволились, после того, как лейбл был отдан под управление продюсеру «Фабрики звёзд» Иосифу Пригожину. 15 апреля 2004 года они основали собственный лейбл Velvet Music, хотя не имели никаких контрактов с бывшими артистами REAL Records. Единственной группой, с которой был подписан контракт были Uma2rman. «Мы четыре месяца ходили с диском Uma2rman по радиостанциям, пытаясь убедить поставить её песню в эфир. Сначала сдалось „Наше радио“. Затем „Русское радио“, потом заинтересовались остальные», — вспоминала Алёна Михайлова. Работа с группой стала очень успешной и дебютный альбом коллектива вышел стартовым тиражом в 300 000 экземпляров. Всего же за год было продано около одного миллиона экземпляров пластинки.
В 2005 году лейбл также стал работать с «Винтаж» и Валерием Меладзе. Позже были подписаны такие артисты как «Чи-Ли», Полина Гагарина, «ВИА Гра» и Вера Брежнева. С 2010 года осуществляют полный менеджмент и продюсирование певицы Ёлки. В 2011 году был подписан контракт с Анитой Цой, с которой Михайлова и Меладзе знакомы с 1997 года, с момент выпуска её дебютного альбома на «Студии „Союз“».
По информации портала TopHit, по опросу среди музыкальных редакторов и программных директоров радиостанций СНГ, Алёна Михайлова была названа «Лучшим продюсером 2011 года».
Проекты продюсерского центра многократно номинировались и награждались премиями телеканалов MTV, RU.TV, «МУЗ-ТВ», Music Box Russia, радиостанции «Новое радио», а также артисты центра становились обладателями премии «Золотой граммофон». В частности, в 2018 году Ёлка стала исполнителем, треки которого чаще всего звучали на радиостанциях России за последние 10 лет, а Burito получил сразу несколько премий за трек «По волнам».

## Артисты лейбла
| - Мари Краймбрери - Ёлка / ЯAVЬ - «Винтаж» - Звонкий - Наталья Подольская - VENERA - Нюша - Владимир Пресняков (мл.) - DAASHA - Фейгин - ARS JALI - Никита Киоссе - НайдИ - Nasty Ash - Гоша Куценко - CeloFan - Дарья Янина | - Вера Брежнева - «ВИА Гра» - Полина Гагарина - Маша Гойя - Альбина Джанабаева - «Инь-Ян» - «Ключи» - Валерий Меладзе - Ева Польна - Анна Семенович - «Сухие» - Ольга Орлова - Людмила Соколова - Анита Цой - «ЧИЛИ» - Эмма М - Burito - DDN - DJ SMASH - MBAND - PLASTIKA - Sasha Youth - Uma2rman |